# Parszczyce
Parszczyce (kaszb. Parszczëce lub też Pôrszczëce, Parzczëce, niem. Parschütz, dawniej Parszczica) – wieś kaszubska w Polsce położona w województwie pomorskim, w powiecie puckim, w gminie Krokowa. W najbliższej okolicy znajdują się rezerwaty przyrody Zielone, Moroszka Bielawskiego Błota i Woskownica Bielawskiego Błota. 
Wieś szlachecka Parszyca położona była w II połowie XVI wieku w powiecie puckim województwa pomorskiego. W latach 1975–1998 miejscowość administracyjnie należała do województwa gdańskiego.

## Historia
Pierwsze wzmianki o wsi pochodzą z XV wieku. W XVI wieku została kupiona przez Krokowskich. Była to wówczas wieś zagrodnicza z folwarkiem. W XVIII wieku we wsi wybudowano dwór. W 1905 roku Parszczyce były jedyną wsią w dobrach rodziny Krokowskich, w której liczba ludności katolickiej przeważała nad ewangelicką.

## Miejsca
- Pomnik Albrecht von Krockow